# Verschränkungszeuge
Als Verschränkungszeuge (englisch entanglement witness) werden in der Quanteninformationstheorie bestimmte Observablen bezeichnet, durch deren Messung man nachweisen kann, dass der Zustand des gemessenen Systems verschränkt ist. Konkret haben die Verschränktheitszeugen die Eigenschaft, dass ihr Erwartungswert für alle nicht verschränkten Zustände positiv ({\displaystyle \geq 0}) ist, für mindestens einen verschränkten Zustand aber negativ. Ein negativer Erwartungswert ist somit Nachweis für die Verschränkung des Zustands, ein positiver Erwartungswert erlaubt dagegen keine Rückschlüsse auf die Verschränkung. Für jeden verschränkten Zustand gibt es einen Verschränkungszeugen, der ihn nachweist.

## Definition
Ein selbstadjungierter Operator {\displaystyle W} auf einem Hilbertraum {\displaystyle {\cal {H}}={\cal {H}}_{1}\otimes {\cal {H}}_{2}} ist ein Verschränkungszeuge, wenn für alle separablen Zustände {\displaystyle \rho } gilt, dass der Erwartungswert von {\displaystyle W} im Zustand {\displaystyle \rho }, {\displaystyle \langle W\rangle _{\rho }\geq 0} ist, es aber mindestens einen Zustand {\displaystyle \Psi } gibt, sodass {\displaystyle \langle W\rangle _{\Psi }} negativ ist. Der Zustand {\displaystyle \Psi } ist dann offensichtlich verschränkt und man sagt, dass die Verschränkung von {\displaystyle \Psi } durch {\displaystyle W} bezeugt, nachgewiesen oder detektiert wird.
Hier und im Folgenden werden Zustände durch Dichtematrizen auf {\displaystyle {\cal {H}}} dargestellt, da Verschränkungszeugen vor allem für gemischte Zustände wichtig sind, für die es im Allgemeinen schwierig ist, zu entscheiden, ob sie verschränkt sind oder nicht („Separabilitätsproblem“). Die Menge aller Dichtematrizen auf {\displaystyle {\cal {H}}} bezeichnen wir mit {\displaystyle {\cal {Z(H)}}} und der Erwartungswert {\displaystyle \langle W\rangle _{\rho }={\rm {tr}}(\rho W)} wird mittels der Spur {\displaystyle {\rm {tr}}} berechnet.

## Eigenschaften
Um zu überprüfen, dass ein Operator {\displaystyle W} für alle separablen Zustände nicht-negative Erwartungswerte hat, genügt es zu zeigen, dass der Erwartungswert von {\displaystyle W} für alle reinen Produktzustände nicht-negativ ist: {\displaystyle \langle \phi |\otimes \langle \psi |W|\phi \rangle \otimes |\psi \rangle >0\,\,\forall |\phi \rangle \in {\cal {H}}_{1},|\psi \rangle \in {\cal {H}}_{2}}.
Die Eigenzustände eines Verschränkungszeugen {\displaystyle W}, die zu den negativen Eigenwerten von {\displaystyle W} gehören, sind folglich verschränkte Zustände, die von {\displaystyle W} detektiert werden.
Wenn {\displaystyle W} ein Verschränkungszeuge ist, dann ist für alle positiven Zahlen {\displaystyle r} auch {\displaystyle W'=rW} ein Zeuge, der auch dieselben Zustände nachweist wie {\displaystyle W}. Daher kann man sich auf Zeugen beschränken, deren Spur gleich 1 ist: {\displaystyle {\rm {tr}}(W)=1}.
Für jeden verschränkten Zustand gibt es mindestens einen Verschränkungszeugen, der ihn nachweist. Dies folgt aus dem Satz von Hahn-Banach, genauer gesagt aus einem seiner Korollare, dem Trennungssatz. Dieser besagt —auf den vorliegenden Fall bezogen—, dass sich zwischen dem Punkt {\displaystyle \Psi \in Z({\cal {H}})} und der konvexen Menge der separablen Zustände {\displaystyle {\cal {S}}\subset Z({\cal {H}})} (die {\displaystyle \Psi } nicht enthält) immer eine trennende Hyperebene finden lässt. Im vorliegenden Fall definiert der Verschränkungszeuge {\displaystyle W} das lineare Funktional {\displaystyle f_{W}:\rho \mapsto {\rm {tr}}(W\rho )} und mittels diesem die trennende Hyperebene {\displaystyle \left\{x:f_{W}(x)=0\right\}}. Alle separablen Zustände liegen dann „auf der einen Seite“ der Hyperebene (auf der gilt {\displaystyle f_{W}(x)>0}), während auf der anderen Seite nur verschränkte Zustände liegen und insbesondere auch der von {\displaystyle W} nachgewiesene Zustand {\displaystyle \Psi }.

### Optimierung von Verschränkungszeugen
Ein Verschränkungszeuge {\displaystyle W} heißt optimal, wenn es keinen positiven Operator {\displaystyle P} gibt, so dass {\displaystyle W'=W-P} auch ein Verschränkungszeuge ist. Denn wie man leicht nachrechnet detektiert {\displaystyle W'} alle Zustände, die {\displaystyle W} detektiert, aber dazu noch weitere. Man sagt, der Zeuge {\displaystyle W'} sei feiner als {\displaystyle W}, da er eine feinere Trennung zwischen verschränkten und den separablen Zuständen ermöglicht. Geometrisch liegt die durch {\displaystyle W'} definierte Hyperebene näher an der konvexen Menge der separablen Zustände. Für einen optimalen  Verschränkungszeugen tangiert die Hyperebene diese Menge. 
Verfahren zur Optimierung von {\displaystyle W} und zum Nachweis der Optimalität von {\displaystyle W} wurden von Lewenstein et al. abgeleitet.

### Beziehung zu positiven Abbildungen
Verschränkungszeugen stehen in einem engen Zusammenhang mit positiven Abbildungen, die nicht vollständig positiv sind. Der Choi-Jamiołkowski-Isomorphismus stellt eine generelle Beziehung zwischen linearen Abbildungen von einem Hilbertraum {\displaystyle {\cal {H}}\to {\cal {K}}} und Operatoren auf dem Hilbertraum  {\displaystyle {\cal {H}}\otimes {\cal {K}}} her. Die Beziehung wird über den Operator {\displaystyle \Phi =\sum _{n,m=1}^{d}|n\rangle \langle m|\otimes |n\rangle \langle m|} konstruiert. Jeder linearen Abbildung {\displaystyle E:{\cal {M}}_{d}\to {\cal {M}}_{d'}} wird der Operator {\displaystyle W_{E}=(E\otimes \mathbf {1} )(\Phi )\in {\cal {M}}_{d'}\otimes {\cal {M}}_{d}} zugeordnet. (Hier und im Folgenden bezeichnet {\displaystyle {\cal {M}}_{d}} den Raum der {\displaystyle d\times d} Matrizen); umgekehrt wird jedem Operator {\displaystyle W\in {\cal {M}}_{d'}\otimes {\cal {M}}_{d}} die durch {\displaystyle E_{W}:A\mapsto d\mathrm {tr} _{2}(W\mathbf {1} \otimes A^{T})} definierte Abbildung von {\displaystyle {\cal {M}}_{d}} nach {\displaystyle {\cal {M}}_{d'}} zugeordnet ({\displaystyle \mathrm {tr} _{2}} bezeichnet die partielle Spur über das zweite System). Nun lässt sich zeigen, dass {\displaystyle W_{E}\geq 0} genau dann gilt, wenn die Abbildung {\displaystyle E} vollständig positiv ist und dass der Operator {\displaystyle W_{E}} genau dann ein Verschränkungszeuge ist, wenn die Abbildung {\displaystyle E} positiv, aber nicht vollständig positiv ist.

### Zerlegbare und Nicht-Zerlegbare Verschränkungszeugen
Ein Verschränkungszeuge {\displaystyle W} wird als zerlegbar (engl.: decomposable) bezeichnet, wenn er sich als Summe von zwei Operatoren schreiben lässt, von denen der erste positiv und der zweite die partielle Transposition eines positiven Operators ist: {\displaystyle W=P+Q^{T_{1}}}, andernfalls ist {\displaystyle W} als nicht-zerlegbar (engl.: non-decomposable). Nicht-zerlegbare Zeugen sind von besonderem Interesse, da sie erlauben, verschränkte Zustände, deren partielle Transposition positiv ist („PPT-verschränkte Zustände“) und die daher durch das Peres-Horodecki-Kriterium nicht erkannt werden, als verschränkt nachzuweisen.

## Beispiel
Ein einfacher zerlegbarer Verschränkungszeuge für Zwei-Qubit-Zustände ist die partielle Transposition des Projektors {\displaystyle P=|\Phi _{+}\rangle \langle \Phi _{+}|}, wobei {\displaystyle |\Phi _{+}\rangle ={\frac {1}{\sqrt {2}}}\left(|00\rangle +|11\rangle \right)} einer der Bellzustände ist. Man findet
{\displaystyle W=P^{T_{1}}={\frac {1}{2}}\left(|00\rangle \langle 00|+|11\rangle \langle 11|+|\Psi _{+}\rangle \langle \Psi _{+}|-|\Psi _{-}\rangle \langle \Psi _{-}|\right)={\frac {1}{2}}{\begin{pmatrix}1&0&0&0\\0&0&1&0\\0&1&0&0\\0&0&0&1\end{pmatrix}}}
Dieser Zeuge ist sogar optimal, denn (dem in bewiesenen Kriterium folgend) {\displaystyle W} ist die partielle Transposition eines positiven Operators, der keine Produktvektoren im Bild enthält (denn das Bild von {\displaystyle P} ist ja der eindimensionale, vom maximal verschränkten Vektor {\displaystyle |\Phi _{+}\rangle } aufgespannte Unterraum). Er detektiert den Singulett-Zustand {\displaystyle |\Psi _{-}\rangle } sowie alle Zustände deren Fidelität mit dem Singulett
{\displaystyle F_{\Psi _{-}}(\rho )=\mathrm {tr} (\rho |\Psi _{-}\rangle \langle \Psi _{-}|)=\langle \Psi _{-}|\rho |\Psi _{-}\rangle }
größer als 1/2 ist. Er wurde für die erste experimentelle Messung eines Verschränkungszeugen verwendet.

## Verallgemeinerungen
Das Konzept des Zeugen verwendet nur, dass die Menge der nicht-verschränkten Zustände konvex ist und deswegen jeder Zustand außerhalb dieser Menge durch eine Hyperebene davon getrennt ist. Es lässt sich somit leicht zum Nachweis des Nicht-Enthaltenseins in anderen konvexen Mengen mit Verschränkungsbezug verallgemeinern, wie z. B. die Menge der {\displaystyle m}-separablen Zustände in einem {\displaystyle n>m}-teiligen Quantensystem oder die Zustände mit Verschränkungsmaß {\displaystyle E(\rho )\leq E_{0}} (wenn das Verschränkungsmaß {\displaystyle E} eine konvexe Funktion ist).
Nichtlineare Verschränkungszeugen: Man kann allgemeinere Funktionen auf dem Raum von Zuständen definieren, die die Eigenschaft haben, auf allen separablen Zuständen positiv und auf manchen verschränkten Zuständen negative Werte anzunehmen. Diese können dann ebenfalls verwendet werden, um Verschränkung nachzuweisen. Geometrisch kann man sie sich als eine Verbiegung der trennenden Hyperebene vorstellen, die sich dann besser an die Menge der separablen Zustände anschmiegt und somit mehr verschränkte Zustände detektieren kann. Bekannte Beispiele sind die in der Bell'schen Ungleichung und ihren Varianten verwendeten Korrelationen oder die „lokalen Unschärferelationen“, die in ausnutzen, das die Heisenbergsche Unschärferelationen für Paare von nichtlokalen Observablen (z. B. den Abstand zweier Teilchen voneinander und den Gesamtimpuls der beiden) für separable Zustände strengeren Schranken unterliegen als für beliebige verschränkte Zustände.

## Historisches
Der Begriff des Verschränkungszeugen wurde von Michał, Paweł und Ryszard Horodecki 1996 eingeführt.
Der erste Nachweis von Verschränkung mittels Messung eines Verschränkungszeugen wurde 2003 in einem Experiment mit Photonen durchgeführt.